# X-COM: Terror from the Deep
X-COM: Terror from the Deep è un videogioco sviluppato e distribuito da MicroProse nel 1995 per PC. Fu il sequel di UFO: Enemy Unknown, nonché secondo capitolo della serie X-COM.
Venne pubblicato sia in versione floppy disk che CD-ROM, quest'ultima differiva solo per l'introduzione resa in filmato in computer grafica. Il gioco è stato ridistribuito a partire dal 4 maggio 2007 sulla piattaforma Steam di Valve Corporation, da parte della 2K Games, che ha rilevato il marchio.

## Trama
Il gioco è ambientato nel 2040, dopo diversi anni le vicende di UFO: Enemy Unknown: dopo aver sconfitto gli alieni provenienti da Marte una nuova minaccia, rappresentata ancora una volta da razze aliene ostili, comincia ad emergere dalle profondità degli oceani della Terra. L'Unità di Combattimento Extraterrestre (X-COM) dovrà nuovamente scendere in campo per sconfiggere i nuovi invasori.

## Descrizione e modalità di gioco
La dinamica di gioco è pressoché identica a quella di UFO: Enemy Unknown, e tutte le meccaniche di base sono le stesse, così come l'interfaccia grafica, seppur leggermente modificata.
Tuttavia, il livello di difficoltà è sostanzialmente aumentato, a fronte alcune novità introdotte, le principali sono l'ambientazione subacquea (dove la visibilità è ridotta significativamente, specialmente di notte), una nuova colonna sonora e l'introduzione di missioni divise in due parti. I combattimenti nel gioco possono svolgersi sia sott'acqua che sulla terraferma, in particolare riguardo agli attacchi terroristici, ora gli alieni potranno attaccare, oltre che porti e località turistiche, anche delle navi da crociera. In tal caso, così come quando si attacca una base aliena, la missione si svolge in due parti, per il passaggio sarà necessario eliminare prima tutti gli alieni presenti nella mappa, e portarsi nel punto di ingresso della seconda parte.
L'interazione avviene attraverso due tipi di interfaccia (come il prequel) ossia tramite visuale del GeoScape, una mappa tridimensionale del mondo, viene usata per rintracciare e intercettare i veicoli alieni e gestire le installazioni della base, la ricerca, la produzione, le finanze, eccetera, attraverso una serie di menu e sotto-schermate. Il motore BattleScape viene usato per il combattimento ravvicinato tra squadre di alieni e umani, e prende la forma di una visuale isometrica a turni, in cui ci si muove e si combattono gli alieni. 
Il gioco tuttavia era affetto da un grave bug nel sistema della ricerca, che costringeva il giocatore a seguire un percorso obbligato poiché era preclusa altrimenti una scoperta necessaria per terminare il gioco. Per sopperire a ciò venne pubblicata una pach che aggiornava il gioco alla versione 2.0 che oltre a correggere il predetto bug (conosciuto anche come Groundhog Day Bug) introduceva alcune migliorie.

## Ispirazione
Mentre Enemy Unknnown era basato in gran parte sulla cultura degli UFO, Terror from the Deep aveva sempre presentare diverse influenze. In particolare presenterebbe influenze che rimanderebbero ai Miti di Cthulhu. Cthulhu è una divinità amorale ultraterrena creata da Howard Phillips Lovecraft, scrittore di horror e fantascienza;  l'assalto finale alla base aliena luogo nella città di "T'leth" (analogia con R'lyeh, città sommersa dove Cthulhu dorme permanentemente. Potrebbe essere derivata dal nome di August Derleth, che era un contributore della Mythos Games).
Il nemico finale è proprio una tomba con la faccia del "Grande Sognatore" (che è la testa di polpo di Cthulhu), dove egli dorme. Gli "alieni" sono ora creature ibride chiamate Profondi, che è un riferimento diretto ai Profondi di Lovecraft, antica razza di ibridi seguaci di Cthulhu (vedi altri riferimenti presenti nel gioco nei Miti di Cthulhu nella cultura popolare). Il tentacolato è descritto come una creatura che "neanche le profondità di un incubo lovecraftiano potrebbero generare". L'Uomo Branchia è una reminiscenza degli incroci tra umani e pesce a cui ci si riferisce come i "profondi" nel racconto di Lovecraft La maschera di Innsmouth.
Un'altra possibile ispirazione è Il risveglio dell'abisso di John Wyndham, che presenta una minaccia aliena sottomarina. È possibile anche che certi racconti e film da mare profondo come Ventimila leghe sotto i mari di Jules Verne abbiano avuto qualche influenza sul design del gioco.